# Primos paralelos e cruzados
Ao discutir o parentesco consanguíneo na antropologia, um primo paralelo ou orto-primo é um primo do irmão do mesmo sexo de um dos pais, enquanto um primo cruzado é do irmão do sexo oposto de um dos pais. Assim, primo paralelo é filho do irmão do pai (filho do tio paterno) ou da irmã da mãe (filho da tia materna), enquanto primo cruzado é filho do irmão da mãe (filho do tio materno) ou da irmã do pai (filho da tia paterna). Onde houver grupos de descendência unilineares em uma sociedade (matrilinear e/ou patrilinear), os primos paralelos de um ou ambos os lados pertencerão ao próprio grupo de descendência, enquanto os primos cruzados não (presumindo a exogamia do grupo de descendência).

## Função
O papel dos primos cruzados é especialmente importante em algumas culturas. Por exemplo, o casamento é promovido entre eles no sistema Iroquois. Os primos paralelos são ocasionalmente objeto de casamentos promovidos, como o casamento preferencial de um homem com a filha do irmão de seu pai, comum entre alguns povos pastoris. Tal casamento ajuda a manter a propriedade dentro de uma linhagem. Por outro lado, as uniões de primos paralelos em algumas culturas cairiam sob um tabu do incesto, uma vez que primos paralelos fazem parte da unilinhagem do sujeito, enquanto primos cruzados não.

## Terminologias de parentesco
Em muitos sistemas classificatórios da terminologia de parentesco, parentes muito além dos primos em primeiro grau são referidos usando os termos para primos paralelos e cruzados. E em muitas sociedades, primos paralelos (mas não primos cruzados) também são referidos pelos mesmos termos usados para irmãos. Por exemplo, é característico do sistema "Iroquois" de terminologia de parentesco, suas variantes "Crow" e "Omaha", e da maioria dos sistemas aborígenes australianos, que um primo paralelo masculino é referido como "irmão" e uma prima paralela feminina é "irmã". Em um tipo de terminologia iroquesa, se os termos usados para se referir a primos cruzados são assimilados aos de outros parentes, geralmente é sogro e sogra (já que o casamento com primos cruzados é muitas vezes preferencialmente favorecido), de modo que os termos para "primo cruzado masculino" e "cunhado" são os mesmos, assim como os termos para "prima cruzada" e "cunhada".
Os tipos restantes de terminologia de parentesco (o "havaiano", "esquimó" e "sudanês") não agrupam primos paralelos em oposição a primos cruzados.

## Tabus
John Maynard Smith, em A Evolução do Sexo (1978) observa que o biólogo Richard D. Alexander sugeriu que a incerteza em relação à paternidade pode ajudar a explicar o tabu do casamento entre primos paralelos, mas não entre primos cruzados. Pais que também são irmãos podem, aberta ou secretamente, ter relações sexuais com a esposa um do outro, levantando a possibilidade de que aparentes primos paralelos sejam de fato meio-irmãos, filhos do mesmo pai. Da mesma forma, mães que também são irmãs podem compartilhar aberta ou secretamente o acesso sexual ao marido de uma ou de outra, levantando a possibilidade de que aparentes primas paralelas sejam de fato meio-irmãs, filhos do mesmo pai. Observe que não há possibilidade de primos classificatórios compartilharem a mesma mãe. Como a identidade materna (quase) nunca está em questão, eles seriam automaticamente classificados como irmãos. Somente a paternidade equivocada leva a tais erros.

### Casamento entre primos paralelos no Oriente Médio
Andrey Korotayev afirmou que a islamização era um forte e significativo preditor de casamento entre primos paralelos (filha do irmão do pai – FIP). Ele mostrou que, embora haja uma clara conexão funcional entre o Islã e o casamento FIP, a prescrição para se casar com uma FIP não parece ser suficiente para persuadir as pessoas a se casar assim, mesmo que o casamento traga vantagens econômicas. Segundo Korotayev, uma aceitação sistemática do casamento entre primos paralelos ocorreu quando a islamização ocorreu junto com a arabização.